# Родионов, Станислав Васильевич
Станисла́в Васи́льевич Родио́нов (4 марта 1931, Белёв, Тульская область — 3 октября 2010, Санкт-Петербург) — советский и российский писатель, автор детективов и киносценариев.

## Биография
Станислав Родионов родился в городе Белёв Тульской области. Учился в средней школе в городе Боровичи Новгородской области. После окончания школы работал истопником, а потом рабочим в геологических экспедициях на Дальнем Востоке и в Казахстане. Учился на заочном отделении юридического факультета Ленинградского государственного университета, который окончил в 1960 году. После окончания университета работал следователем прокуратуры Московского района г. Ленинграда, старшим следователем Городской прокуратуры г. Ленинграда, преподавателем юридического факультета ЛГУ им. А. Жданова, юрисконсультом издательства «Аврора». Младший советник юстиции.
Первая публикация в журнале «Звезда» в 1962 году. Публиковался также в журнале «Крокодил», трижды ему присуждалась премия журнала (1970, 1972 и 1974). Работал корреспондентом газеты «Вечерний Ленинград». С 1974 года член Союза писателей СССР. Первая книга, сборник юмористических рассказов «С первого взгляда», была выпущена в Ленинграде в 1976 году. В том же году был издан его сборник повестей детективного жанра «Следователь прокуратуры».
Краткая автобиография (1975 год):
«Ничто так не обязывает, как факт собственного рождения. Поэтому, слегка окрепнув, я начал работать — истопником (печное отопление), шурфовщиком, техником-геологом, следователем прокуратуры, преподавателем университета, юрисконсультом издательства, корреспондентом газеты… Но однажды — в тот день у меня чадил телевизор — я взял лист бумаги и написал такую фразу: „Некоторые мысли приходят не в голову“. Разумеется, пришлось их перечислить. И послать в „Крокодил“. Там посмеялись и напечатали. Я удивился и ещё послал. Они опять посмеялись и опять напечатали. Так и пошло…

Сейчас у меня пять книг — две юмористических и три детективных. Надеюсь написать ещё, поскольку с виду я крепок».
Он написал повесть «Криминальный талант», на основе второй части повести им была написана пьеса «Допрос», шедшая в ряде театров СССР, например, в Ленинградском театре комедии и Куйбышевском театре юного зрителя. По этой повести снят одноименный фильм.
По мотивам романа «Долгое дело» в 1985 г. был снят двухсерийный фильм «Переступить черту».
Несмотря на популярность вышеуказанных кинематографических произведений, сам писатель наиболее удачными и близкими к своим замыслам считал серию экранизации его повестей на Ленинградском телевидении (конец 1979-84 гг., режиссёр Ирина Сорокина).
Произведения Станислава Родионова переведены на ряд языков.

### Характеристика творчества
Автор современных детективов бывший следователь и прокурор Елена Топильская в своих мемуарах «Тайны реального следствия. Записки следователя прокуратуры по особо важным делам» пишет: «много вы знаете киногероев-следователей? Пал Палыч Знаменский, Сергей Рябинин в фильме по книгам С. Родионова, раз-два и обчёлся. И в литературе не больше. (…) Пока увлекательно и захватывающе написать о допросе в кабинете удалось только Станиславу Родионову в его саге о следователе Рябинине. Но это понятно; — он бывший следователь».
«Книги Родионова 1970-х тяготеют к жанру психологического романа. Писатель исследует не только психологию преступника, мотивы, которые толкают его на преступления, но и психологию следователя, который, общаясь с людьми, преступившими закон, должен соблюдать и юридические, и нравственные законы». Его творчество хвалят за обильный юмор. «В многочисленных повестях Родионов 1990-х стиль повествования меняется, становясь более лаконичным, динамичным, насыщенным диалогами. Меняется и содержание его повестей: большее внимание уделяется описанию самих преступлений, становящихся более жестокими, что отражает реалии современности (…) Как отмечает один из редакторов Г. Пилиев, сравнивая произведения Родионова с другими русскими детективами, „хлынувшими мутным потоком в начале 1990-х“, „книги С. Родионова стали редкими островками добротной прозы, хорошего языка, чувства такта, доброго юмора и благоразумия“».

## Фильмография как сценариста
- Через степь на солнце (фильм-спектакль) (1967)
- Настоящий мужчина состоит из мужа и чина (фильм-спектакль) (1968)
- Юсси Ватанен женится (короткометражный) (1969)
- Хлеб на болоте (фильм-спектакль) (1983)
- Криминальный талант (1985)
- Переступить черту (1985)
- Тихие сны (фильм-спектакль) (1985)
- Дискобар (фильм-спектакль)  (1985)
- Тихое следствие (1986)
- Криминальный талант (1988)

## Награды
- Премия СП СССР и МВД СССР за книгу «Задание» (1989)
- Медаль А. Ф. Кони Министерства юстиции РФ (1995)
- Медаль «Маршал Жуков» за создание положительного образа сотрудников милиции (1997)
- Дипломы литературных конкурсов